# Двойной гравис
Двойной гравис — диакритический знак, используемый в филологической литературе по сербо-хорватскому и иногда словенскому языкам. Также включён в Международный фонетический алфавит.
В сербо-хорватском и словенском языках двойной гравис обозначает краткий нисходящий тон; в словенском для этой цели используется также обычный гравис. Двойной гравис сочетается с буквами как латиницы, так и кириллицы. В повседневном правописании этот знак не используется; его область применения ограничена филологическими изданиями и словарями.
В Международном фонетическом алфавите двойной гравис обозначает сверхнизкий тон.
С двойным грависом традиционно сочетаются латинские буквы a, e, i, o, r, u и буквы кириллицы а, е, и, о, р, у. Юникод предусматривает готовые сочетания только для заглавных и строчных латинских букв с двойным грависом, но не для кириллических букв. Набрать на клавиатуре букву с двойным грависом можно путём сочетания данной буквы с его цифровым кодом U+030F.